# István Szőnyi
Dans le nom hongrois Szőnyi István, le nom de famille précède le prénom, mais cet article utilise l’ordre habituel en français István Szőnyi, où le prénom précède le nom.
István Szőnyi (né Schmidt, Újpest, 17 janvier 1894 — Zebegény, 30 août 1960) est un peintre et graveur hongrois.

## Biographie
Il a fait ses études à Nagybánya et Budapest. Ses maîtres étaient Károly Ferenczy et István Réti.

## Œuvres
- 312 œuvres d'István Szőnyi en images